# Орескутан
О́рескутан (швед. Åreskutan) — горная вершина в Швеции, высота — 1420 м. Располагается в коммуне Оре, входящий в лен Емтланд.
В зимний период гора популярна среди туристов и горнолыжников. В летний период здесь действует канатная дорога, доставляющая пассажиров на высоту 1274 м. До подножия Орескутана ходит поезд. На вершине горы находится один из самых высоко расположенных ресторанов Швеции.